# Шило, Михаил Давыдович
Михаи́л Давы́дович Ши́ло (9 ноября 1920, с. Овзичи — 22 декабря 1998, Пинск) — капитан Рабоче-крестьянской Красной Армии, участник Великой Отечественной войны, участник партизанского движения в Белоруссии. Герой Советского Союза (27 февраля 1945 года).

## Биография
Родился в селе Овзичи в крестьянской семье. Белорус. После окончания 7 классов школы устроился работать на торфопредприятие «Гурский мох» Ивановского района. Когда район был оккупирован немецкими войсками, Шило принял участие в подпольной комсомольской организации в своей деревне (с июля 1941 года стал её командиром). С февраля 1943 года воевал в отряде имени Сергея Лазо партизанской бригады им. В. М. Молотова, действовавшей на территории Пинской области. С мая 1944 года — в рядах Красной Армии, когда бригада объединилась с войсками 1-го Белорусского фронта, освобождавшими Белоруссию. Назначен ручным пулемётчиком пулемётной роты 447-го стрелкового полка 397-й стрелковой дивизии. Тогда же оказался на фронте: сражался на 1-м Белорусском фронте, 3-м и 1-м Прибалтийских и опять на 1-м Белорусском. Получил тяжёлое ранение. За проявленные боевые качества в Прибалтике младший сержант Шило был удостоен орденов Славы 3-й степени и Красной Звезды.
Особым этапом стала Варшавско-Познанская наступательная операция на территории Польши. На момент совершения подвигов младший сержант Шило состоял командиром пулемётного расчёта 447-го стрелкового полка 397-й стрелковой дивизии 61-й армии 1-го Белорусского фронта. 28 января 1945 года, когда войска подступили к г. Шнейдемюль (ныне Пила), принял участие в отражении трёх контратак противника. При этом было уничтожено 70 вражеских солдат. 2 февраля вёлся бой за населённый пункт Рушендорф (ныне Русиново, западнее Пилы), и Шило, установив пулемёт на перекрёстке дорог, по которым отступал противник, смог уничтожить 95 солдат врага. Указом Президиума Верховного Совета СССР от 27 февраля 1945 года ему присвоено звание Героя Советского Союза с вручением ордена Ленина и медали «Золотая звезда».
После окончания войны продолжил службу в Советской армии, пока в 1946 году в звании капитана не вышел в отставку. В 1947 году вступил в ряды КПСС. В 1948 году окончил Пинскую партийную школу. Жил в городе Иваново Брестской области, работал заведующим центральной сберегательной кассой, заведующим отделом социального обеспечения Пинского района. После выхода на пенсию переехал в Пинск.
Умер в Пинске 22 декабря 1998 года.

## Награды
- Герой Советского Союза (27 февраля 1945 года)[1][2];
- орден Ленина (27 февраля 1945 года)[1][2];
- орден Отечественной войны 1 степени (11 марта 1985 года)[1][2];
- орден Красной Звезды (15 ноября 1944 года)[1][2];
- орден Славы 3 степени (21 октября 1944 года)[1][2];
- медали (в том числе «Партизану Отечественной войны» 1-й степени)[1][2].

## Память
- В честь М. Д. Шило названы улицы в городах Иваново и Пинск[1].
- Его имя присвоено пионерской дружине Пинской средней школы № 7[1].